# Sebastián Taborda
Sebastián Taborda, vollständiger Name Sebastián Taborda Ramos, (* 22. Mai 1981 in Montevideo) ist ein ehemaliger uruguayischer Fußballspieler.

## Karriere

### Vereine
Sein Debüt als Profi feierte er 1999. Seine Vereinskarriere hat der in Montevideo geborene Taborda bei Defensor Sporting in seiner Heimat begonnen, bei dem er im Laufe seiner kompletten auch späteren Vereinszugehörigkeit 33 Treffer erzielte. Nächste Station war Centro Atlético Fénix, für den er 15 Tore erzielen konnte. Zwischenzeitlich zu Defensor zurückgekehrt, führte ihn sein Weg sodann nach Mexiko. In der Apertura 2003 absolvierte er dort 13 Spiele (drei Tore) in der Primera División für UNAM Pumas. In der Apertura 2004 wird er im Kader des chilenischen Abo-Meister Club Deportivo Universidad Católica geführt. Hier erzielte er vier Treffer in elf Spielen. Ebenfalls in der Apertura 2004 und im Jahr 2005 stand er erneut in Reihen Defensors, wo er in der Zwischensaison 2005 15 Spiele betritt (neun Tore). Zur Saison 2005/06 ging er nach Europa und wechselte zum spanischen Verein Deportivo La Coruña, wo er bis zur Spielzeit 2008/09 verblieb, in der er sich innerhalb Spaniens zum Hércules CF veränderte. In Apertura 2009 (sieben Spiele, ein Tor) und Clausura 2010 (6/0) war abermals Defensor sein Arbeitgeber, wo er zudem in der Liguilla Pre Libertadores 2009 vier Partien bestritt. In der Apertura 2010 (10 Spiele, kein Tor) stand er dann im Kader des argentinischen Clubs Newell’s Old Boys, wo er bis zur Apertura 2011 geführt wird, jedoch keinen Treffer erzielte. Auch an zwei Begegnungen der Copa Sudamericana nahm er dort aktiv teil. Nächste Station war in der Saison 2011/12 River Plate Montevideo. Sein Torkonto zählte dort ein Dutzend Erfolge bei 23 Einsätzen. Zur Saison 2012/13 schloss sich Taborda Nacional Montevideo und somit dem neunten Klub im Laufe seiner Karriere an, nachdem er kurz zuvor seinen Vertrag bei River Plate Montevideo gelöst hatte. Bei den Bolsos unterzeichnete er einen Dreijahresvertrag. Dort absolvierte er in der Apertura 2012 zwölf Ligaspiele (ein Tor), bei denen er jedoch lediglich zweimal in der Startaufstellung stand. In der Rückrunde lief er sodann siebenmal für Defensor auf, erzielte ein Tor und wurde mit der Mannschaft Vizemeister. Zur Spielzeit 2013/14 wurde sein Wechsel zu River Plate Montevideo vermeldet. Sein Ligadebüt bei den Darseneros feierte er am 17. August 2013 beim 4:2-Sieg zum Saisonauftakt gegen Peñarol. In der Spielzeit 2013/14 absolvierte er 19 Ligaspiele, in denen er acht Treffer erzielte. Zudem lief er in vier Partien der Copa Sudamericana 2013 auf und schoss zwei Tore. Zur Apertura 2014 wechselte er innerhalb der Liga zu Nacional Montevideo. In der Saison 2014/15, die sein Verein mit dem Gewinn der Landesmeisterschaft abschloss, wurde er dort siebenmal (kein Tor) in der höchsten uruguayischen Spielklasse und einmal (kein Tor) in der Copa Libertadores 2015 eingesetzt. Nach der Saison verließ er den Klub und beendete seine aktive Laufbahn.

### Nationalmannschaft
In der uruguayischen A-Nationalmannschaft debütierte der Sohn Martín Tabordas beim Carlsberg Cup in der Partie am 4. Februar 2003 gegen die iranische Auswahl, als er für Marcelo Sosa nach 69 Minuten eingewechselt wurde.
Für die U-23-Auswahl Uruguays bestritt er am 3. Januar 2004 eine Partie gegen die von Gerardo Mikeiro trainierte Auswahl Floridas. Mit den Begegnungen am 11. Januar 2004 gegen Brasilien und gegen Paraguay am 15. Januar 2004 absolvierte er mindestens zwei weitere Länderspiele für die von Juan Ramón Carrasco trainierte Olympiaauswahl. Ein Tor erzielte er nicht.

### Erfolge
- Uruguayischer Meister: 2014/15